# Londa Schiebinger

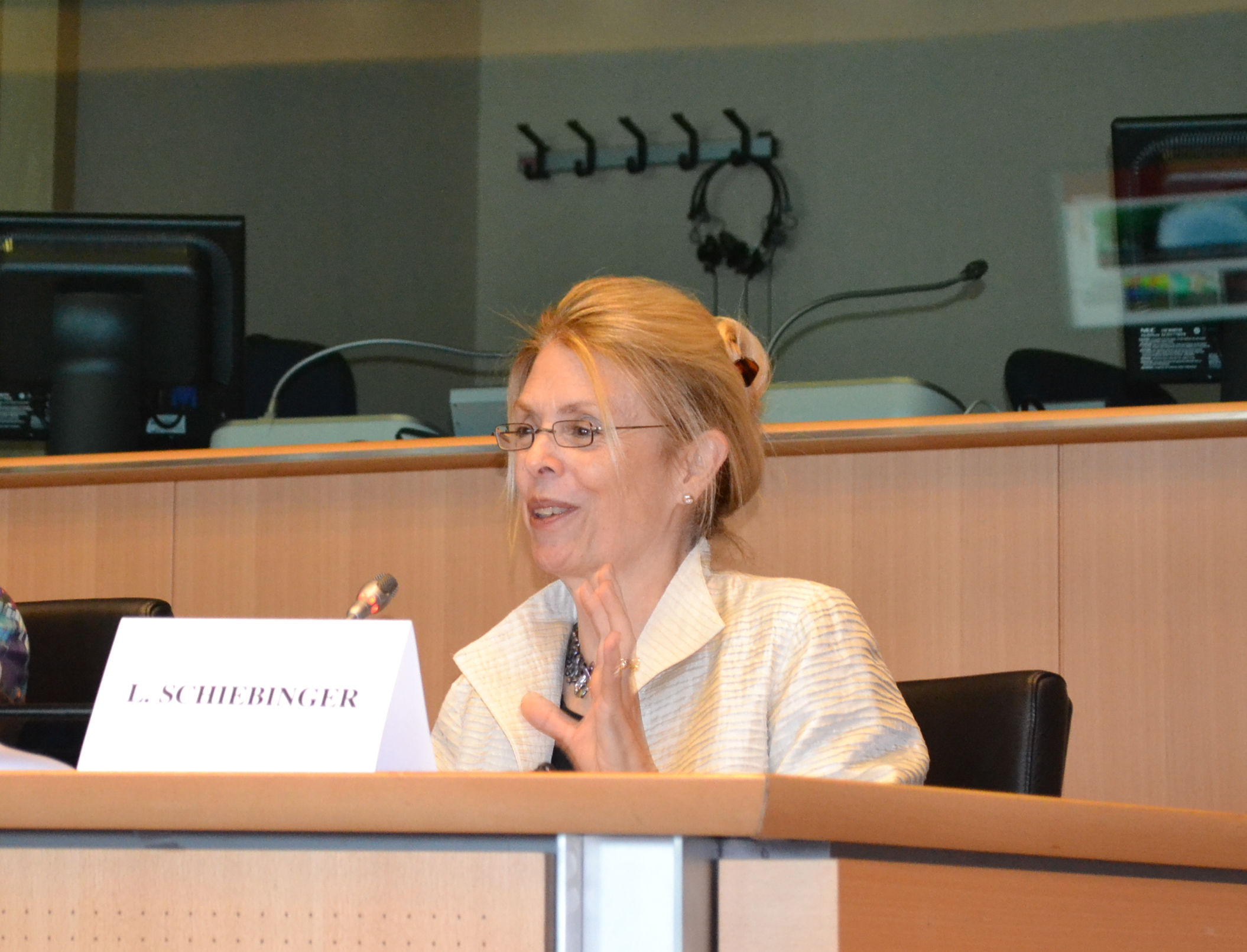
Londa Schiebinger (2013)

Londa L. Schiebinger (* 13. Mai 1952) ist eine US-amerikanische Wissenschaftshistorikerin und Wissenschaftstheoretikerin. Zurzeit ist sie Professorin für Geschichte und Direktorin des Institute for Research on Women and Gender an der Stanford University.

## Leben
Schiebinger erwarb 1974 einen Bachelor an der University of Nebraska und 1977 einen Master an der Harvard University. 1984 schloss sie dort ihren Ph. D. in Geschichte ab. 1999 bekam sie als erste Frau den Alexander von Humboldt Forschungspreis verliehen.
Sie ist mit Robert N. Proctor verheiratet und hat zwei Kinder.

## Wissenschaftliche Arbeit
Schiebingers Arbeit konzentriert sich auf die Kategorie Geschlecht in den Wissenschaften. Dies betrifft zum einen die Rolle von Wissenschaftlerinnen in der Geschichte und zum anderen die Vorstellungen von Geschlechterunterschieden in verschiedenen Epochen der Wissenschaftsgeschichte. So stellt Schiebinger in The Mind Has No Sex? etwa neurowissenschaftliche Theorien über Unterschiede zwischen Frauen und Männern seit dem 17. Jahrhundert dar.
Ein weiteres Arbeitsgebiet Schiebingers ist die Geschichte der Botanik. Hier hat zum einen die Wechselwirkungen zwischen kolonialistischer Ideologie und botanischer Theorie untersucht. Zum anderen beschreibt Schiebinger in Nature's Body: Gender in the Making of Modern Science die Einführung von Sexualkategorien im Pflanzenreich.
Schiebinger untersucht des Weiteren Entwicklungen in der aktuellen Wissenschaftslandschaft: Den Einfluss des Feminismus auf die Wissenschaft diskutiert sie in ihrem Buch Has Feminism Changed Science?. Sie unterrichtet zur Berücksichtigung von Genderunterschieden bei Technologieinnovationen am Hasso Plattner Institute of Design.

## Auszeichnungen
- 1994 Margaret W. Rossiter History of Women in Science Prize der History of Science Society[3]
- 1999 Humboldt-Forschungspreis
- 2014 Mitglied der American Academy of Arts and Sciences

## Veröffentlichungen (Auswahl)
- The Mind Has No Sex? Women in the Origins of Modern Science. Harvard University Press, Cambridge (Mass.) 1989, ISBN 0-674-57623-3.
  - Schöne Geister. Frauen in den Anfängen der modernen Wissenschaft. Klett-Cotta, Stuttgart 1993, ISBN 3-608-91259-2.[4]
- Nature’s Body: Gender in the Making of Modern Science. Beacon Press, New Brunswick (N.J.) 1993, ISBN 0-8135-3531-X.
  - Am Busen der Natur. Erkenntnis und Geschlecht in den Anfängen der Wissenschaft, Klett-Cotta, Stuttgart 1995, ISBN 3-608-91706-3.
- Has Feminism Changed Science? Harvard University Press, Cambridge (Mass.) 1999, ISBN 0-674-38113-0.
  - Frauen forschen anders. Wie weiblich ist die Wissenschaft? Beck, München 2000, ISBN 3-406-46699-0.
- Plants and Empire: Colonial Bioprospecting in the Atlantic World. Harvard University Press, Cambridge (Mass.) 2004, ISBN 0-674-01487-1.
- Secret Cures of Slaves.People, Plants, and Medicine in the Eighteenth-Century Atlantic World. Stanford University Press, Stanford 2017, ISBN                                     9781503602984.